# Forces intérieures et forces extérieures
La distinction entre forces intérieures et forces extérieures présuppose qu'on ait défini le système physique auquel on s'intéresse. Moyennant quoi, parmi toutes les forces appliquées aux objets du système :
- les forces intérieures sont celles qui sont exercées par des objets intérieurs au système ;
- les forces extérieures sont celles qui sont exercées par des objets extérieurs au système[a].

Si le système étudié est un véhicule, son poids est une force extérieure car il est appliqué par la Terre (qui n'appartient pas au système). Mais si le système étudié est formé de la Terre et du véhicule, le poids du véhicule est une force intérieure (tout comme l'attraction de la Terre par le véhicule, force exactement opposée au poids).

## Action et réaction
L'intérêt de distinguer les deux types de forces est que, d'après la loi de l'action et de la réaction, chaque force intérieure {\displaystyle {\vec {F}}_{\mathrm {int} }} (exercée sur un objet A par un objet B, tous deux appartenant au système) est équilibrée par une force intérieure opposée (exercée par l'objet A sur l'objet B). La résultante des forces intérieures est donc nulle :
{\displaystyle \sum {\vec {F}}_{\mathrm {int} }=0}.
La loi de l'action et de la réaction s'applique aussi à chaque force extérieure {\displaystyle {\vec {F}}_{\mathrm {ext} }} (exercée sur un objet A du système par un objet M n'appartenant pas au système) mais la force opposée (exercée par l'objet A sur l'objet M) ne fait pas partie des forces appliquées au système.
Comme la résultante des forces intérieures est nulle, celle de toutes les forces appliquées au système (aux objets du système), {\displaystyle \sum {\vec {F}}=\sum {\vec {F}}_{\mathrm {int} }+\sum {\vec {F}}_{\mathrm {ext} }}, se réduit à celle des forces extérieures :
{\displaystyle \sum {\vec {F}}=\sum {\vec {F}}_{\mathrm {ext} }}.

## Implications dynamiques
Dans le cas d'un simple point matériel (un objet de masse {\displaystyle m} dont on peut négliger l'extension spatiale), le principe fondamental de la dynamique et le théorème de l'énergie cinétique sont strictement équivalents :
{\displaystyle m\,{\vec {a}}={\vec {F}}\ \Longleftrightarrow \ \Delta E_{\mathrm {c} }=W_{\vec {F}}}
où :
{\displaystyle {\vec {a}}\ } est l'accélération du point matériel,
{\displaystyle {\vec {F}}\ } la résultante des forces qui lui sont appliquées,
{\displaystyle \Delta E_{\mathrm {c} }\ } la variation de son énergie cinétique pendant un certain temps,
{\displaystyle W_{\vec {F}}\ } le travail de {\displaystyle {\vec {F}}} pendant le même temps.

### Principe fondamental de la dynamique
Appliqué à un système complexe (formé de plusieurs objets), le principe fondamental de la dynamique devient {\displaystyle \sum {m\,{\vec {a}}}=\sum {\vec {F}}\ } (donc {\displaystyle =\sum {\vec {F}}_{\mathrm {ext} }}), où le premier membre désigne la somme des termes {\displaystyle m\,{\vec {a}}} de tous les objets du système. En faisant intervenir le centre de gravité G du système il vient :
où :
{\displaystyle M} est la masse totale du système ({\displaystyle M=\sum m}),
{\displaystyle {\vec {a}}_{\mathrm {G} }} l'accélération de son centre de gravité,
{\displaystyle \sum {\vec {F}}_{\mathrm {ext} }} la résultante de toutes les forces extérieures appliquées au système.

### Théorème de l'énergie cinétique
Appliqué à un système complexe, le théorème de l'énergie cinétique s'écrit :
{\displaystyle \Delta E_{\mathrm {c} }=\sum W_{\vec {F}}}
où :
{\displaystyle \Delta E_{\mathrm {c} }\ } est la variation de l'énergie cinétique totale du système (c'est-à-dire de la somme des énergies cinétiques des objets du système) pendant un certain temps,
{\displaystyle \sum W_{\vec {F}}\ } la somme des travaux de toutes les forces appliquées au système, pendant le même temps.
Si l'on veut distinguer le rôle des forces intérieures de celui des forces extérieures, on peut préciser : 
où :
{\displaystyle \sum W_{{\vec {F}}_{\mathrm {int} }}} est la somme des travaux des forces intérieures au système,
{\displaystyle \sum W_{{\vec {F}}_{\mathrm {ext} }}} celle des travaux des forces extérieures appliquées au système.
On observe que toutes les forces (intérieures et extérieures) comptent pour l'évolution de l'énergie cinétique, alors que seules les forces extérieures ont un effet sur l'accélération (du centre de gravité).

### Exemple d'application

Schéma d'une voiture démarrant sur un terrain horizontal.

La distinction entre forces intérieures et forces extérieures prend toute son importance pour les systèmes déformables,  comme l'illustre l'exemple, apparemment trivial, d'un véhicule qui démarre sur un sol horizontal. On supposera dans un premier temps que le véhicule roule sans glisser (autrement dit, sans déraper).

#### Principe fondamental de la dynamique
{\displaystyle M\,{\vec {a}}_{\mathrm {G} }=\sum {\vec {F}}_{\mathrm {ext} }} où {\displaystyle M} est la masse du véhicule (et de ses passagers), {\displaystyle {\vec {a}}_{\mathrm {G} }} son accélération (dirigée vers la droite dans le schéma ci-contre) et {\displaystyle \sum {\vec {F}}_{\mathrm {ext} }} la résultante des forces extérieures appliquées au véhicule. Faisons le bilan de ces forces extérieures :
- le poids {\displaystyle {\vec {P}}} du véhicule (et de ses passagers) ;
- la réaction du support (exercée par le sol sur les 4 roues à leurs points de contact), que l'on peut décomposer en :
  - sa composante normale au sol {\displaystyle {\vec {N}}}, également appelée réaction normale (verticale),
  - sa composante tangentielle {\displaystyle {\vec {F}}}, également appelée force de frottement (horizontale).

Le véhicule ne s'envole pas et ne s'enfonce pas non plus dans le sol : la réaction normale (ou, plus précisément, la résultante des quatre réactions normales exercées sur les quatre pneus) équilibre exactement le poids : {\displaystyle {\vec {N}}+{\vec {P}}={\vec {0}}}. La résultante des forces extérieures se réduit donc à la force de frottement (ou, plus précisément, à la résultante des forces de frottement exercées par le sol sur les deux roues motrices) : {\displaystyle \sum {\vec {F}}_{\mathrm {ext} }={\vec {F}}} donc :
{\displaystyle M\,{\vec {a}}_{\mathrm {G} }={\vec {F}}}.
On obtient ainsi ce résultat paradoxal que c'est la force de frottement qui accélère le véhicule, alors qu'on est habitué à l'idée que les forces de frottement s'opposent aux mouvements. On remarquera qu'effectivement, en l'absence de frottement (si le sol est une plaque de glace vive, par exemple) la voiture dérape sans accélérer.

#### Théorème de l'énergie cinétique
{\displaystyle \Delta E_{\mathrm {c} }=\sum W_{{\vec {F}}_{\mathrm {int} }}+\sum W_{{\vec {F}}_{\mathrm {ext} }}} où {\displaystyle \Delta E_{\mathrm {c} }} est la variation d'énergie cinétique du véhicule (passagers compris), et donc l'énergie cinétique {\displaystyle E_{\mathrm {c} }} elle-même puisque le véhicule est en phase de démarrage (vitesse initiale nulle, donc aussi l'énergie cinétique). Faisons le bilan des travaux des forces extérieures :
- le poids {\displaystyle {\vec {P}}} ne travaille pas puisqu'il est perpendiculaire au déplacement (horizontal) de son point d'application (le centre de gravité) ;
- même chose pour les réactions normales ;
- le travail de la force de frottement est nul s'il y a roulement sans glissement. En effet, la vitesse instantanée {\displaystyle {\vec {v}}_{\mathrm {I} }}du point de contact I de chaque roue motrice avec le sol est alors nulle, donc aussi la puissance {\displaystyle {\vec {F}}\cdot {\vec {v}}_{\mathrm {I} }} développée par la force de frottement.

On en conclut que {\displaystyle \sum W_{{\vec {F}}_{\mathrm {ext} }}={\vec {0}}}, donc que :
{\displaystyle E_{\mathrm {c} }=\sum W_{{\vec {F}}_{\mathrm {int} }}}.
On obtient ainsi le résultat, attendu, que l'énergie cinétique du véhicule (passagers compris) est entièrement fournie par le travail des forces intérieures (au sein du moteur). Effectivement, sans moteur en marche la voiture ne démarre pas.

#### Bilan
Dans cet exemple d'un véhicule qui démarre sans glisser :
- l'accélération est entièrement due à la force de frottement, qui ne travaille pas ;
- l'énergie cinétique est entièrement due aux forces intérieures, qui n'accélèrent pas.

#### Variante
Nous pouvons pour finir envisager le cas d'un véhicule qui démarre en dérapant partiellement (roulement avec glissement). Dans ce cas le point de contact I de chaque roue motrice avec le sol a une vitesse {\displaystyle {\vec {v}}_{\mathrm {I} }} non nulle, dirigée vers l'arrière (mais inférieure en module à la vitesse du véhicule). Alors la puissance {\displaystyle {\vec {F}}\cdot {\vec {v}}_{\mathrm {I} }} développée par la force de frottement n'est plus nulle mais négative (vecteurs de sens contraires). Dans le bilan énergétique {\displaystyle E_{\mathrm {c} }=\sum W_{{\vec {F}}_{\mathrm {int} }}+\sum W_{{\vec {F}}_{\mathrm {ext} }}} on a alors {\displaystyle \sum W_{{\vec {F}}_{\mathrm {ext} }}<0\ } et {\displaystyle \sum W_{{\vec {F}}_{\mathrm {int} }}>-\sum W_{{\vec {F}}_{\mathrm {ext} }}>0}. Une partie du travail des forces intérieures est consommé par le glissement, l'énergie cinétique acquise est moindre que dans le cas idéal d'un roulement sans glissement : c'est toujours la force de frottement qui accélère le véhicule (de toute façon, c'est la seule force horizontale), mais son travail a pour effet de diminuer l'énergie cinétique que les forces intérieures sont capables d'engendrer.